# آگستراتا
آگستراتا (نام علمی: Agestrata) نام یک سرده از تیره سرگین‌چرخانان است.

## برخی گونه‌ها
- Agestrata alexisi Devecis, ۲۰۰۴
- Agestrata arnaudi Allard, ۱۹۹۰
- Agestrata dehaani Gory & Percheron, ۱۸۳۳
- Agestrata orichalca (Linnaeus, ۱۷۸۹)
- Agestrata semperi Mohnike, ۱۸۷۳[۱]